# (4839) Daisetsuzan
(4839) Daisetsuzan est un astéroïde de la ceinture principale.

## Description
(4839) Daisetsuzan est un astéroïde de la ceinture principale. Il fut découvert le 25 août 1989 à Kitami par Kin Endate et Kazuro Watanabe. Il présente une orbite caractérisée par un demi-grand axe de 2,43 UA, une excentricité de 0,07 et une inclinaison de 7,6° par rapport à l'écliptique.

## Compléments